# Nantes Aviation
Nantes Aviation était une compagnie aérienne régionale française dite de 3e niveau, effectuant des liaisons régulières et à la demande au départ de l'aéroport de Nantes en Loire-Atlantique mais en étant aussi station-service sur l'aéroport, concessionnaire Socata et école de pilotage.

## Histoire
La compagnie a été créée en 1972 et basée sur l'aéroport de Nantes - Château Bougon par Michel Bouchet,,,.
Nantes Aviation était titulaire d'une autorisation d'occupation du domaine public aéroportuaire sous la forme d'une convention de mise à disposition à compter du 1er janvier 1973 d'un hangar et d'un terrain passée avec la Chambre de commerce et d'industrie de Nantes. Elle a acquis ce terrain et hangar le 5 novembre 1976.
Elle obtenait son agrément de transporteur aérien le 7 décembre 1973, pour le transport de passagers jusqu'à 10 passagers et de marchandises.
Au 1er juin 1976, Nantes Aviation faisait partie des 19 compagnies aériennes régionales françaises et des 18 compagnies en 1979,.
En 1975, elle avait transporté 450 passagers et 123 tonnes de fret, en 1977, 1 840 passagers.
Elle disposait en 1977, du seul "Dove Riley" immatriculé en France (9 passagers, vitesse de croisière 330 km/h).
La compagnie s'était vu retirer le 16 avril 1982 (Journal Officiel le 4 mai 1982) son autorisation et agrément de transporteur aérien délivrée le 24 avril 1981.
A l'instar de la compagnie France Aéro Service sur l'aéroport de Toussus-le-Noble, elle évoluait sur plusieurs activités.

### Transport à la demande et régulier

#### Transport à la demande
La compagnie a commencé à proposer un servie charter et de transport à la demande de passagers et de fret (notamment des crustacés et poissons en saison) avec un De Havilland Dove Riley  de 9 passagers et un Beechcraft Twin Bonanza de 5 passagers.
La compagnie avait volé 657 heures en 1975 et 1 673 heures en 1976. Elle avait retiré en 1975, un Cessna 182 de sa flotte.
Elle utilisait aussi un Cessna 402B de 10 passagers pour le transport d'affaires principalement vers l'Allemagne, la Roumanie, l'Espagne, les Pays-Bas et le Royaume Uni.
Cette activité d'avion taxi intéressait surtout les hommes d'affaires de la région et pendant les mois d'été, la clientèle touristique.
Elle faisait partie de l'Association Nationale des transporteurs Aériens à la Demande (A.N.T.A.L.D) tout comme Air Affaires, Air Atlantique, Air Fret, Air Wasteels, Darta, France Aéro Service, Thalass Air, Air Passaquay ou Euralair.

#### Transport régulier
Le 1er Mars 1976, elle inaugurait une liaison régulière entre Nantes et Laval en Cessna 402B. Cette ligne était subventionnée à hauteur de 28 000 Frs par la Mairie de Nantes ainsi que 202 000 Frs par l'état soit 400 Frs de subvention par passager. La Chambre de Commerce de Laval participait également par subvention.
Cette ligne était initialement prévue le 1er avril 1975.
En 1977, le Cessna 402B décollait de Laval à 07h15 pour assurer les correspondances Air Inter à Nantes, ce qui faisait arriver à 09h25 sur Lyon avec la Caravelle. Le prix du billet était de 268 Frs (aller-retour) pour Laval - Nantes. Elle voyait passer 726 passagers en 1976 pour un taux d'occupation de 16%.
La compagnie a effectué plusieurs demandes d'ouvertures de lignes auprès du conseil Supérieur de l'Aviation Marchande (CSAM) comme en septembre 1976, Laval/Angers/Paris et Laval/Angers/Nantes, en mars 1977 pour Brest/Saint-Brieuc/Nantes mais aussi Nantes/Poitiers/Limoges, Vannes/Nantes en décembre 1977 après l'abandon de la ligne par la faillite d'Air Rhuys, Nantes/Saint-Brieuc, Saint-Brieuc/Jersey et Nantes/Jersey.
La Chambre de commerce et d'Industrie du Morbihan, à l'initiative de l'agence de voyages Morbihannaise MAURY en coordination avec Nantes Aviation souhaitait l'ouverture d'une ligne entre Vannes et Paris en bi-hebdomadaire (Mardi et Vendredi) avec un aller-retour dans la journée.
Les lignes Nantes - Saint Brieuc et Nantes - Jersey voyaient le jour.
Pour son développement, la compagnie avait demandé en décembre 1977, la mise à l'étude technique de l'exploitation par la compagnie l'avion Corvette.
En 1978, elle faisait partie avec les grosses compagnies comme Air France, Air Inter et Touraine Air Transport (TAT) et de la plus petite Air Rhuys, des compagnies assurant des services réguliers au départ et à l'arrivée de l'aéroport de Nantes.

### Ecole de Pilotage
Nantes Aviation proposait également une école de pilotage avec de petits appareils légers.
Une école de pilotage du même nom existait dans les années 30 qui avait été ouverte par Victor Guillemet, un garagiste Nantais (Rue Pitre Chevalier à Nantes) et qui disposait d'un Potez 36,.

### Station service et entretien des avions
Nantes Aviation assurait la réparations et l'entretien de ses avions et ceux des tiers dans son propre atelier. Elle a cessé cette activité en 1978, le hangar a donc été loué par la société civile immobilière Châteaubougon à la société Nantes-Aéro pour la même activité.
Dans les années 30, un autre société au nom de Nantes Aviation également avait pris la suite de la station Potez Aéro Service.

### Agent concessionnaire SOCATA (Groupe Aérospatiale)
Nantes Aviation était concessionnaire du constructeur d'avions Socata, qui appartenait au groupe Aérospatiale, en proposant l'avion Rallye de Morane-Saulnier.

## Réseau
- Nantes - Laval
- Nantes - Jersey
- Nantes - Saint-Brieuc

## Flotte
- De Havilland DH.104 Riley Dove immatriculé F-BGOA[34],[35],[36],[37],[38]
- Cessna 402B immatriculé F-BRSX[39],[40]
- Robin DR-300/108 2+2 Trycycle immatriculé F-BSOA
- Beechcraft model 50 Twin Bonanza
- Beechcraft 18[41]
- Cessna 182